# Adèle de Batz de Trenquelléon
Adèle de Batz de Trenquelléon, F.M.I., řeholním jménem Marie od Neposkvrněného početí (10. června 1789, Feugarolles – 10. ledna 1828, Agen) byla francouzská římskokatolická řeholnice, spoluzakladatelka a členka kongregace Dcer Neposkvrněné Panny Marie. Katolická církev ji uctívá jako blahoslavenou.

## Život

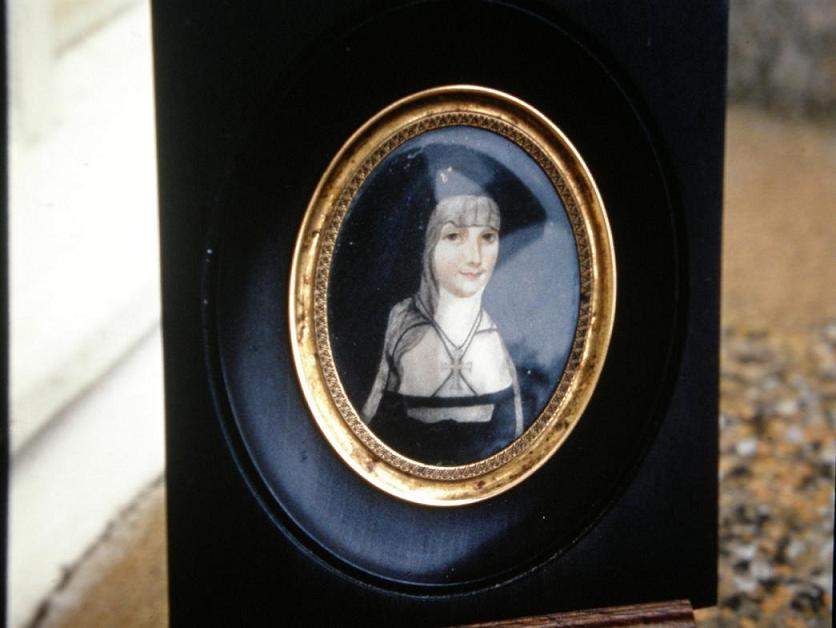
Portrét

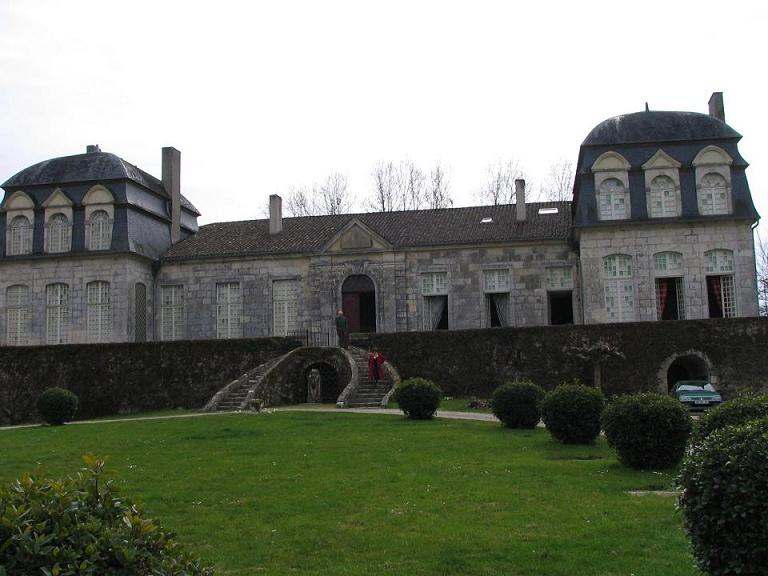
Zámek ve Feugarolles, kde se narodila

Narodila se dne 10. června 1789 na rodinném zámku ve francouzské obci Feugarolles rodičům Marii-Ursule de Peyronnencq de Saint-Chamarand a baronu Charlesi de Trenquelléon. Pokřtěna byla téhož dne v místním farním kostele. Jejím vzdáleným příbuzným z matčiny strany byl sv. Ludvík IX. Francouzský.
Po zahájení velké francouzské revoluce uprchl její otec do Anglie. Roku 1797 odešla spolu se svoji matkou a sourozenci do španělského exilu. Roku 1798 však byli ze Španělska vyhnáni a uchýlili se do Portugalska. Zde se opět setkala se svým otcem. Roku 1800 se vrátila do Španělska a se svoji rodinou se usadila se San Sebastiánu. Zde přijala dne 6. ledna 1801 první svaté přijímání. V lednu roku 1802 se s rodinou vrátila na svůj zámek ve Francii. Dne 6. února 1803 přijala od agenského biskupa Jeana Jacoupyho svátost biřmování. Již v dětství se toužila stát řeholnicí.

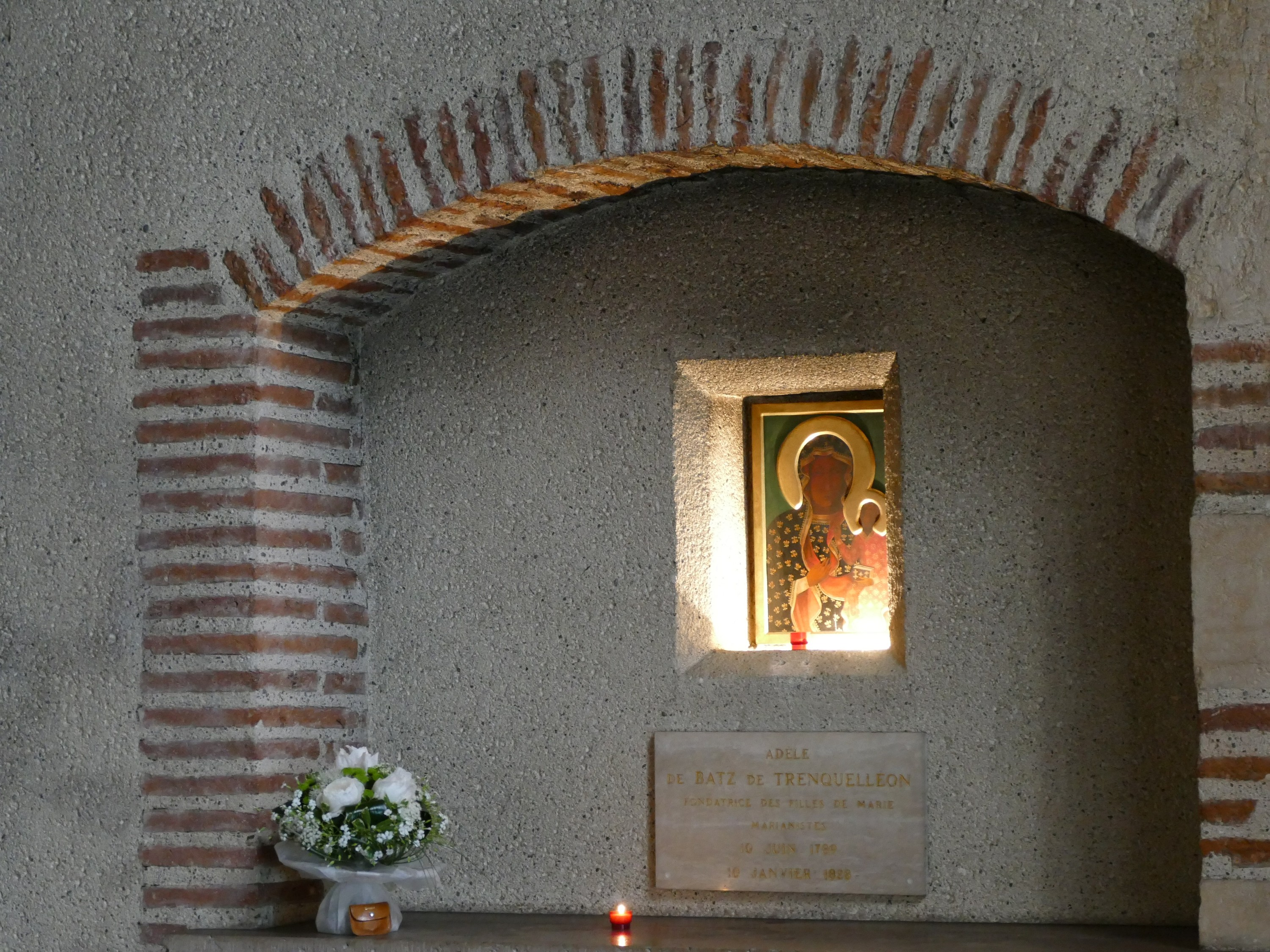
Pamětní deska v Agenu

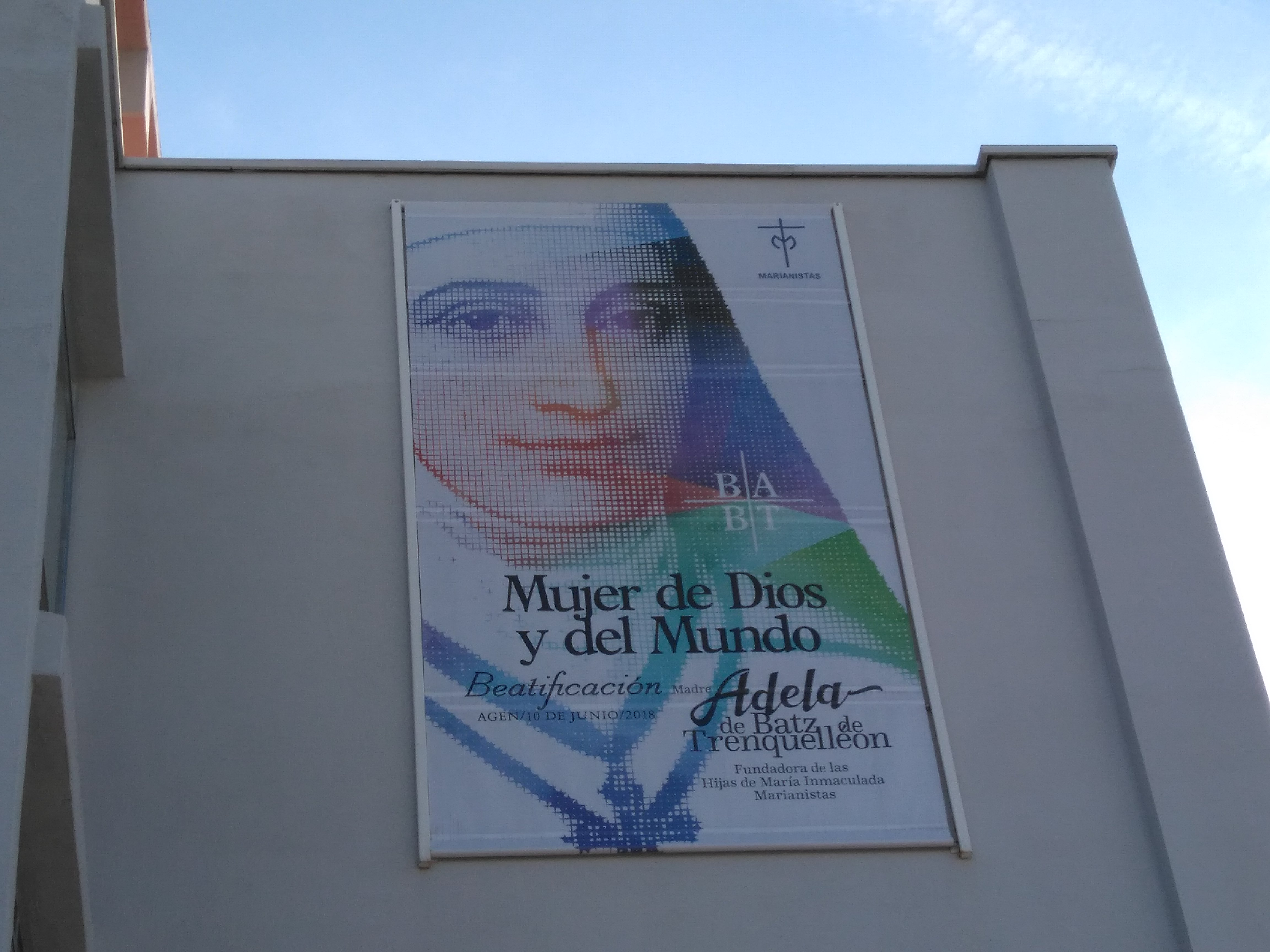
Plakát, vystavený v souvislosti s jejím blahořečením

Během dospívání se odmítla vdát a věnovala se také dobročinnosti. Rozhodla se založit novou ženskou řeholní kongregaci a na tomto plánu usilovně pracovala. Kongregaci, nazvanou Dcery Neposkvrněné Panny Marie, spoluzaložila (spolu s knězem bl. Guillaume-Joseph Chaminade) roku 1816. Spolu se svými společnicemi do ní následně sama vstoupila a později s nimi složila soukromé řeholní sliby.
Roku 1825 těžce onemocněla. Její zdravotní stav se poté zhoršoval. Zemřela na tuberkulózu dne 10. ledna 1828 v Agenu. Pohřbena byla v klášteře své kongregace.

## Úcta
Její beatifikační proces byl zahájen dne 12. listopadu 1976, čímž obdržela titul služebnice Boží. Papež sv. Jan Pavel II. ji dne 5. června 1986 podepsáním dekretu o jejích hrdinských ctnostech prohlásil za ctihodnou. Dne 4. května 2017 byl uznán zázrak na její přímluvu, potřebný pro její blahořečení.
Blahořečena pak byla dne 10. června 2018 v Agenu. Obřadu předsedal jménem papeže Františka kardinál Angelo Amato.
její památka je připomínána 10. ledna. Je zobrazována v řeholním oděvu. Je patronkou jí spoluzaložené kongregace.